# ألكسندر شيفتشينكو (لاعب تنس)
الكسندر الكسندروفيتش شيفتشينكو (الروسية: Алекса́ндр Алекса́ндрович Шевче́нко) هو لاعب تنس روسي محترف حصل على مرتبة عالية في التصنيف الفردي في اتحاد لاعبي التنس المحترفين من 146 تم تحقيقها في 3 أكتوبر 2022.

## لائحة المراجع
1. ↑  "Alexander Shevchenko | Overview | ATP Tour | Tennis". ATP Tour. مؤرشف من الأصل في 2022-10-19. اطلع عليه بتاريخ 2022-10-19.